# Alcastar
Alcastar, skriven av Niklas Edberger, Johan Fransson, Tim Larsson, Tobias Lundgren, är en sång som den svenska discogruppen Alcazar sjöng i den svenska Melodifestivalen 2005. Bidraget kom på tredje plats, och låg även på Svensktoppen, där tredjeplatsen den 27 mars 2005  var bästa resultat under det fyra omgångar långa besöket där. 2005 utkom dessutom "Alcastar" på singel, som bland annat toppade den svenska singellistan.
Melodin vann Second Chance Contest 2005.

## Listplaceringar
| Lista (2005) | Topplacering |
| ------------ | ------------ |
| Sverige      | 1            |